# نورتن ميزفنسكي
نورتن ميزفنسكي (بالإنجليزية: Norton Mezvinsky)‏ هو مؤرخ وكاتب أمريكي، ولد في 1932.